# Crystal Stadium
Crystal Stadium was een natuurijsbaan in Montreal, Quebec (Canada).
Op deze ijsbaan werd één internationale kampioenschap georganiseerd. In 1897 werd het wereldkampioenschap allround verreden op Crystal Stadium en de Canadese favoriet Jack McCulloch werd de eerste en tot op heden enige Canadese mannelijke wereldkampioen allround.

## Grote kampioenschappen
Internationale kampioenschappen
- 1897 - WK allround mannen

Nationale kampioenschappen
- 1889 - Canadese kampioenschappen
- 1890 - Canadese kampioenschappen
- 1892 - Canadese kampioenschappen
- 1893 - Canadese kampioenschappen amateur